# Frasdorf
Frasdorf est une commune de Bavière (Allemagne), située dans l'arrondissement de Rosenheim, dans le district de Haute-Bavière.

## Personnalité
- Wolfgang von Gronau (1893-1977), aviateur, y est mort.